# 新調理システム推進協会
一般社団法人新調理システム推進協会（しんちようりしすてむすいしんきょうかい）とは、クックチル・真空調理法など、「新調理システム」と呼ばれる新たな調理システムを支援する業界団体。1989年設立。

## 役員
- 名誉顧問
  - ジョルジュ・プラリュ、ジョルジュ・プラリュ料理学校代表(フランス)
- 特別会員
  - 小沼博隆、東海大学教授医学博士
  - 加藤秀雄、フードジャーナリスト・元日経BP社企画企業IR出版室長
- 特別技術顧問 
  - 長田銑司、(有)小伴天　代表取締役
  - 谷孝之、(株)TANIプランニング　代表取締役
  - 中村勝宏、日本ホテル株式会社取締役、ホテルメトロポリタンエドモント名誉総料理長
  - 服部幸應、服部栄養専門学校理事長校長
  - 廣瀬喜久子、東京誠心調理師専門学校　理事長
  - 村田吉弘、（株）菊乃井　代表取締役
  - 柘植末利、学校法人食糧学院校長

- 会長 
  - 渡辺彰、新調理システム推進協会会長
- 副会長 
  - 大井達也、(株)いちまる 専務取締役
- 事務局長 
  - 西耕平、ニチワ電機（株）常務取締役営業本部長
    - キッチンシステム総合コンサルティング室長兼務東京支店長
- 理事 
  - 大木斉、東京製菓学校　洋菓子課　料理主任
  - 岡野秀紀、関工不動産管理株式会社　設計部長
  - 河合洋見、帝塚山大学現代生活学部　教授
  - 加藤和悦、有限会社カエツカンパニー取締役社長
  - 國武孝徳、株式会社ハーフ・センチュリー・モア　取締役
  - 栗原信行、ニチワ電機(株)東京支店総料理長
  - 小山栄樹、北沢産業株式会社　取締役営業戦略部長
  - 斎藤哲雄、株式会社大富士　代表取締役
  - 下地　隆、山陽女子短期大学　准教授
  - 椙本忠広、センターミール株式会社　専務取締役
  - 凉野友康、キスコフーズ株式会社　取締役会長
  - 髙山寿子、 株式会ニッコクトラスト　商品開発部長
  - 土肥大介、株式会社柴田書店　代表取締役社長
  - 水谷浩三、福島工業株式会社　取締役東日本支社長
  - 森木伸二、広島酔心調理製菓専門学校　学生指導課係長
- 監事
  - 宮腰智裕、株式会社エム・エル・エス　常務取締役

(役員任期2年　2013年8月現在)

## 資格
- 新調理システム推進協会認定専任講師
- 新調理システム管理者

## 事務局
- 住所:〒103－0024 東京都中央区日本橋小舟町10-2ニチワ電機株式会社東京支店内2F

## 関連書籍
- （新調理システム推進協会） 編『続・新調理システムのすべて』 出版社：日経BP社、発行日2005/01/10
  - ISBN 4-8222-1998-4、価格:2,310円（税込）
- （新調理システム推進協会） 編『新調理システムのすべて』 出版社：日経BP社、発行日2000/07/10
  - ISBN 4-8222-1967-4、価格:2,940円（税込）